# Мышцын, Василий Никанорович
Васи́лий Никано́рович Мы́шцын (21 января (2 февраля) 1866, Рязанская губерния — 2 августа 1936, Загорск) — российский богослов, профессор церковного права, библеист.

## Биография
Родился в семье священника Преображенской церкви села Волынь Никанора Архиповича  Мышцына(1834—?). Брат Василия — Мышцын Николай Никанорович (около 1870 года рождения), впоследствии священник.
Учился в Рязанском духовном училище (1876—1880). В 1880 году поступил в Рязанскую духовную семинарию, которую окончил по первому разряду в 1886 году и поступил в Московскую духовную академию. После окончания академии в 1890 году (2-й магистрант XLV курса), он был оставлен на один год профессорским стипендиатом.
Преподавал греческий язык в Симбирской (1891—1892) и Рязанской (1892—1894) семинариях. Весной 1894 года защитил магистерскую диссертацию «Учение св. Апостола Павла о законе дел и законе веры» и стал доцентом в Московской духовной академии по кафедре Священного Писания Ветхого Завета, позже преподавал церковное право. С 1894 года по 1906 год он был профессором академии по кафедре библиологии и кафедре истории еврейского народа.
В 1900 году он совершил научную поездку по Палестине, Сирии, Греции. В Иерусалиме Мышцын составил описание музея древностей, изучал историю Востока. В 1904 году он был в Риме и Неаполе, где изучал римские древности и коллекции древностей в европейских музеях. В 1905—1906 годах он работал в научном журнале Московской духовной академии, вёл отдел по церковным и общественным вопросам.
В 1907 году он перешёл на юридический факультет Московского университета. В 1909 году Мышцын защитил докторскую диссертацию «Устройство христианской церкви в первые два века» (Сергиев Посад, 1909) и стал преподавать в Демидовском юридическом лицее в Ярославле — был доцентом, а затем профессором. После создания   университета с 1919 года по 21 февраля 1921 года был проректором. В 1920 году он стал профессором кафедры истории религии, археологии и материальной культуры. С 1924 года профессор Ярославского педагогического института.
В 1927 году вышел на пенсию и переехал в Сергиев, жил в доме Казанского. В последние годы жизни (1934—1936) преподавал на курсах при Загорском педагогическом техникуме
Принимал участие в дискуссии о соотношении между масоретским текстом и Септуагинтой. Предпринял осторожную попытку защитить теорию Второисайи (Второисайя — условное обозначение боговдохновенного пророка, которому, согласно мнению представителей новой исагогики, принадлежат 40-55-я главы, а может быть, и главы 56-66 Книги пророка Исайи). Эта попытка вызвала резкую полемику между ним и его оппонентом Фаддеем (Успенским), сторонником единства Книги пророка Исайи. Изучал Книгу Екклесиаста.
Впоследствии писал о каноническом праве и на церковно-общественные темы. В советское время от научной и публицистической деятельности отошел.
Умер 2 августа 1936 года от крупозного воспаления лёгких.